# Brasil, Coração do Mundo, Pátria do Evangelho
Brasil, Coração do Mundo, Pátria do Evangelho é um livro de Chico Xavier. O livro tem autoria atribuída a Humberto de Campos, alegadamente psicografada pelo médium mineiro.
O livro retrata a reafirmação  da  política  nacional  nos  anos  de  1930. Nesse período o Brasil era chamado a olhar pra si, não só na política Varguista, como também no campo sociocultural religioso.
A primeira edição foi publicada em 1938 pela Federação Espírita Brasileira. A obra faz uma interpretação mítica e teológica da história do Brasil.